# Маятник Фуко (фізика)

Графічна анімація коливань маятника Фуко.

Доведення добового обертання Землі навколо власної осі маятником Фуко.

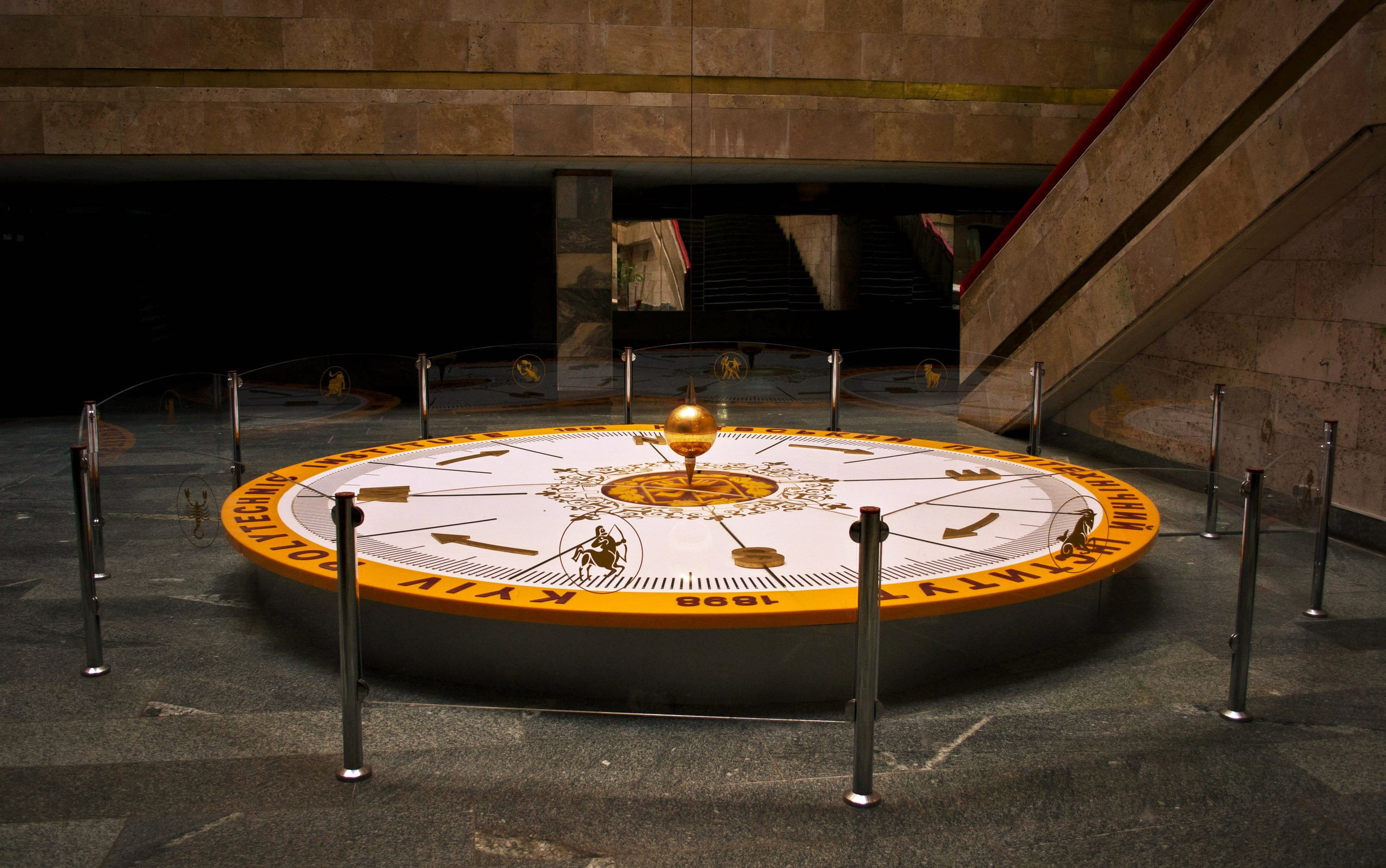
Маятник Фуко у бібліотеці КПІ, Київ, Україна.

Ма́ятник Фуко́ — маятник, який використовують для демонстрації обертання Землі навколо своєї осі.

## Опис
Винахідник пристрою — Леон Фуко. Вперше демонстрація маятника Фуко відбулася в Парижі у 1851 році.
Маятник Фуко — це великий масивний маятник зі значним періодом коливання, підвішений до склепіння просторої високої зали. На підлозі під маятником зазвичай малюють коло з поділками, щоб відслідковувати зміну площини коливання відносно поверхні Землі.
Згідно із законом збереження моменту імпульсу коливання маятника відбуваються зі збереженням площини коливання. Водночас внаслідок обертання Землі, орієнтація цієї площини відносно приміщення змінюється, у чому можна переконатися, спостерігаючи за маятником протягом певного часу.
Період обертання площини коливань маятника Фуко залежить від широти.

## Досліди Фуко
Французький фізик і астроном Леон Фуко (Léon Foucault) вперше здійснив свій експеримент о 2 годині ночі 8 січня 1851 року в погребі свого будинку на розі вулиць Асса́ і Вожира́р у Парижі. Для цього використано маятник довжиною 2 м. У лютому з дозволу Домініка Франсуа Араго він повторив досвід у Паризькій обсерваторії, цього разу подовживши маятник до 11 м. У підготовці експерименту брав також участь асистент Фуко, Фромент.
Першу публічну демонстрацію здійснено вже в березні 1851 року в паризькому Пантеоні: під куполом Пантеону Фуко підвісив металеву кулю масою 28 кг із закріпленим на ній вістрям на сталевий дріт довжиною 67 м. Кріплення маятника дозволяло йому вільно коливатися у всіх напрямках, під точкою кріплення зробили колову огорожу діаметром 6 м, по краю огорожі насипали піщану доріжку так, щоб маятник у своєму русі міг при її перетині прокреслювати на піску позначки. Щоб уникнути бічного поштовху під час пуску маятника, його відвели вбік і прив'язали мотузкою, після чого мотузку перепалили.
Період коливань маятника за такої довжини підвісу становив 16,4 с, при кожному коливанні відхилення від попереднього перетину піщаної доріжки становило близько 3 мм, за годину площина коливань маятника поверталася більш ніж на 11° за годинниковою стрілкою, тобто приблизно за 32 години здійснювала повний оберт і поверталася в попереднє положення.

## Фізичні основи ефекту

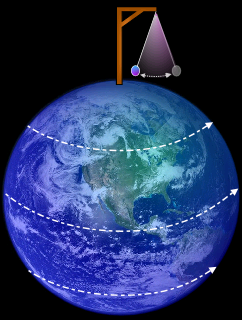
Маятник Фуко на Північному полюсі. Вісь обертання Землі лежить у площині коливань маятника

Маятник Фуко є математичним маятником, площина коливань якого повільно повертається відносно поверхні Землі в бік, протилежний до напрямку обертання Землі. Зсув маятника, встановленого в довільній точці на Землі, можна пояснити дією сили Коріоліса, яка найбільша на полюсі і відсутня на екваторі. Що менша широта місцевості, то менша швидкість відхилення маятника.
Примітка. У популярній літературі поширене помилкове пояснення, згідно з яким маятник нібито здійснює коливання в площині, нерухомій в інерційній системі відліку (в цьому випадку — системі відліку, «пов'язаній» із зірками), і саме тому з точки зору спостерігача, що перебуває на Землі і обертається разом з нею, площина гойдання обертається. Насправді ж орієнтація площини гойдання залишається нерухомою відносно зірок тільки для маятника на одному з полюсів.
На Північному або Південному полюсі Землі (вісь обертання Землі лежить у площині коливань маятника) площина коливань маятника Фуко здійснює поворот на 360° за зоряну добу (на 15° за зоряну годину), на екваторі (вісь обертання Землі перпендикулярна до площини коливань маятника) площина коливань маятника Фуко нерухома, в довільній точці з географічною широтою {\displaystyle \phi } (кут між віссю обертання Землі і площиною коливань маятника {\displaystyle \alpha =90^{\circ }-\phi }) швидкість обертання площини коливань ідеального маятника Фуко {\displaystyle \Omega _{P}} (в градусах за зоряну годину) відносно поверхні Землі становить
{\displaystyle \Omega _{P}=15\sin \phi .}
Для неідеального маятника Фуко швидкість обертання площини коливань залежить і від довжини підвісу:
{\displaystyle \Omega _{P}\approx 15[1-{\frac {3}{8}}(a/l)^{2}]\sin \phi ,}
де {\displaystyle a} — амплітуда коливань вантажу маятника; {\displaystyle l} — довжина нитки.
Оскільки період коливань залежить від довжини підвісу ({\displaystyle T\approx 2\pi {\sqrt {l/g\,}}}), то збільшення довжини нитки збільшує кут повороту площини коливань за один період, що й використовують для демонстрації. Так, в Ісаакіївському соборі в Ленінграді від 1931 до 1986 року демонстрували маятник Фуко на підвісі завдовжки 98 м.

## Маятники Фуко на території України
- Переяслав, Музей пізнання світогляду та освоєння космосу
- Київ, бібліотека Київського політехнічного інституту
- Харків, Харківський національний університет
- Харків, Харківський планетарій
- Ужгород, Ужгородський національний університет
- Львів, Львівський музей історії релігії (до 1990-тих років)
- Львів, ЛНУ ім. Івана Франка (фізичний факультет)[7]
- Київ, Національний педагогічний університет імені М. П. Драгоманова
- Луцьк, СРК «Adrenalin City»
- Київ, Київський національний університетт будівництва і архітектури [8]

- Спостереження за маятником Фуко є одним із способів розв'язування цікавої задачі П. Л. Капіци про визначення довжини доби на Венері за постійної хмарності[9]. Умова задачі:

Астрономічні спостереження показують, що на планеті Венера повна хмарність, тому «жителі» Венери позбавлені можливості спостерігати небесні світила. Опишіть, яким методом вони могли б точно виміряти тривалість своєї доби.

- В Ісаакіївському соборі в Ленінград маятник Фуко запущено в ніч з 11 на 12 квітня 1931 року і знято 1986 року. Зараз він зберігається в підвалах собору[4][5]. Довжина нитки цього маятника — 98 м.
- Досліди в Пантеоні Фуко проводив на прохання президента Другої республіки Луї Бонапарта (майбутнього Наполеона III); про документальні докази благословення демонстрацій Фуко з боку папи (на той момент Пія IX) невідомо.